# Ausra Fridrikas
Ausra Fridrikas (Alytus, 30 de abril de 1967) é uma ex-handebolista profissional austríaca, campeã mundial.
Ausra Fridrikas fez parte do elenco 5º da Áustria, em Sydney 2000. Ela foi eleita melhor do mundo em 1999.